# کونورانا (ملگار)
کونورانا (به اسپانیایی: Cunurana) یک کوه در پرو است که در استان ملگار واقع شده‌است. کونورانا ۵٬۴۲۰ متر بالاتر از سطح دریا واقع شده‌است.